# Contrejour
Pour les articles homonymes, voir Contre-jour.
Contrejour est une maison d'édition, un journal et une galerie.

## Historique
En 1975, à Montparnasse, un collectif regroupé autour de Claude Nori, photographe, se forme pour mettre à jour les nouvelles tendances nées de l'après 68. On y trouve entre autres Arnaud Claass, Didier Romand, Bernard Perrine, Jean-Claude Gautrand, Bernard Plossu, Carole Naggar, Jean-François Bauret, Jacques Marchois, Patrick Chapuis, André Laude. 
Pour diffuser cette nouvelle photographie, un journal trimestriel et une galerie verront le jour.
Contrejour, en plus de vingt ans d'existence, publiera plus de 170 ouvrages et fondera l'Almanach de la Photo, Les Cahiers de la photographie et Caméra International.
En 1976, en 1978 et en 1980, un ouvrage accompagné d'une exposition Photographie actuelle en France regroupera une grande partie des photographes majeurs de la décennie.
Parmi les livres les plus importants : le Voyage mexicain de Bernard Plossu et les premiers livres de Guy Le Querrec, Jeanloup Sieff, Pierre et Gilles, Sebastiao Salgado, Martine Franck, Gilles Peress, Claude Dityvon, Arnaud Classs, Dolorès Marat, Karl Lagerfeld sans oublier les photographes humanistes que Claude Nori s'appliqua à faire reconnaître (Robert Doisneau, Willy Ronis, Sabine Weiss ou Édouard Boubat).
Les éditions Contrejour reparaissent en 2011 à Biarritz. Isabelle et Claude Nori publient une nouvelle édition de la Vallée de la mort de Jeanloup Sieff, une biographie consacrée à Jean Dieuzaide, La Géométrie du flirt de Claude Nori, Passé imparfait de Ralph Gibson et une biographie d'Yvette Troispoux qui accompagne la première exposition rétrospective consacrée à son œuvre par le musée du Montparnasse.
Du 5 septembre au 4 novembre 2012, une exposition à la Maison Européenne de la Photographie est consacrée à l'histoire des éditions Contrejour sous le titre " Claude Nori, éditeur et photographe".
Derniers titres parus : Jean Dieuzaide de Jean Marc le Scouarnec, 2012 et Arthur Tress Transréalités, Franco Fontana Skyline, Elene Usdin Stories en 2013, David Seymour Vie de Chim par Carole Naggar, Filles Fabrice Mabillot, Willy Rizzo, In Paese par Bernard Cantié, Un photographe amoureux Claude Nori en 2014.
Fin 2016 sort le livre Lointains souvenirs de Flore (photographe), autour de l'enfance indochinoise de Marguerite Duras avec une préface de Laure Adler et qui est un grand succès public et médiatique. Il est réédité deux semaines seulement après la sortie en librairie.